# Département de Thiès
Le département de Thiès est l’un des 46 départements du Sénégal et l'un des 3 départements de la région de Thiès, dans l'ouest du pays.

## Administration
Son chef-lieu est la ville de Thiès.

### Arrondissements
Les cinq arrondissements sont :
- Arrondissement de Keur Moussa
- Arrondissement de Notto
- Arrondissement de Thiénaba
- Arrondissement de Thiès Nord, créé en 2008[1]
- Arrondissement de Thiès Sud, créé en 2008

### Communes
Quatre localités ont le statut de commune :
- Kayar
- Khombole
- Pout
- Thiès (divisée en trois communes d'arrondissement, Thiès Nord, Thiès Est et Thiès Ouest)

## Géographie

### Population
Lors du recensement de décembre 2002, la population était de 495 666 habitants. En 2005, elle était estimée à 529 261 personnes. Le département de Thiès comprend 880 266 habitants lors du recensement de 2023. 